# Lathys simplicior
Lathys simplicior är en spindelart som först beskrevs av Raymond Comte de Dalmas 1916.  Lathys simplicior ingår i släktet Lathys och familjen kardarspindlar.
Artens utbredningsområde är Algeriet. Inga underarter finns listade i Catalogue of Life.